# Оцхели, Иосиф Иванович
Иосиф Иванович Оцхели (груз. იოსებ ივანეს ძე ოცხელი; 16 (28) сентября 1865, Кутаиси, Кутаисская губерния, Российская империя — 9 апреля 1919, Кутаиси, Грузинская демократическая республика) — грузинский педагог и общественный деятель.

## Биография
Родился в Кутаиси 16 сентября (по старому стилю) 1865 года.
Начальное образование получил в католической школе, среднее — в Кутаисской классической гимназии.
Продолжать обучение отправился в Одессу, где поступил на Физико-математический факультет Императорского Новороссийского университета. После окончания обучения в 1889 году вернулся в Грузию.
В 1892 году открыл первый в Западной Грузии детский сад с приготовительным классом.
В 1901 года устроился инспектором в Кутаисскую грузинскую школу, которая, благодаря его усилиям, в 1905 году была преобразована в первую в Западной Грузии частную дворянскую гимназию. Руководил этой гимназией до самой своей смерти.
В 1917 году впервые в Грузии ввёл в своей гимназии преподавание всех предметов учебной программы курса средней школы на грузинском языке.
Для выпуска учебников на грузинском языке принял участие в создании издательства «Ганатлеба» (груз. განათლება — просвещение).
Составил «Грузинскую хрестоматию» для 1 класса, с соавторами — для 2-4 классов; вместе с братом, Симоном Ивановичем Оцхели, составил учебники на грузинском языке по алгебре, геометрии и физике, принимал участие в издании других учебников для начальной и средней школы.
Был одним из основателей и председателем Кутаисского историко-этнографического общества.
Умер в Кутаиси 9 апреля 1919 года. Похоронен в пантеоне Мцванеквавила.

## Память
- В 1992 году общеобразовательной школе № 2 в Кутаиси присвоено имя Иосифа Оцхели[5].
- В 2016 году в доме на улице Царицы Тамары в Кутаиси, где с 1897 по 1919 год жил Иосиф Оцхели, установили мемориальную доску[5].